# Lignophyta
De Lignophyta vormen een zustergroep van de Monilophyta (Pteridophyta, varens). Lignine = houtstof heeft deze groep zijn naam gegeven. De Lignophyta worden gekenmerkt door stengels met vaatbundels, waarin zich verhoute tracheïden en houtvaten bevinden.
| Historische namen van verschillende groepen in het "Plantenrijk" | Historische namen van verschillende groepen in het "Plantenrijk" | Historische namen van verschillende groepen in het "Plantenrijk" | Historische namen van verschillende groepen in het "Plantenrijk" | Historische namen van verschillende groepen in het "Plantenrijk" | Historische namen van verschillende groepen in het "Plantenrijk" |
| ---------------------------------------------------------------- | ---------------------------------------------------------------- | ---------------------------------------------------------------- | ---------------------------------------------------------------- | ---------------------------------------------------------------- | ---------------------------------------------------------------- |
| Thallophyta, lagere planten Arrhizophyta                         | Cryptogamae sporenplanten                                        | Prokaryoten, Protophytae, Schizophyta, Monera                    | Prokaryoten, Protophytae, Schizophyta, Monera                    | Bacteria                                                         | Bacteria                                                         |
| Thallophyta, lagere planten Arrhizophyta                         | Cryptogamae sporenplanten                                        | Prokaryoten, Protophytae, Schizophyta, Monera                    | Prokaryoten, Protophytae, Schizophyta, Monera                    | Algen s.l.                                                       | Cyanophyta                                                       |
| Thallophyta, lagere planten Arrhizophyta                         | Cryptogamae sporenplanten                                        | thallofyten zonder archegonia                                    | thallofyten zonder archegonia                                    | Algen s.l.                                                       | Algae s.s.                                                       |
| Thallophyta, lagere planten Arrhizophyta                         | Cryptogamae sporenplanten                                        | thallofyten zonder archegonia                                    | thallofyten zonder archegonia                                    | Fungi, schimmels                                                 |                                                                  |
| Thallophyta, lagere planten Arrhizophyta                         | Cryptogamae sporenplanten                                        | thallofyten zonder archegonia                                    | thallofyten zonder archegonia                                    | appendix: Lichenes                                               |                                                                  |
| Thallophyta, lagere planten Arrhizophyta                         | Cryptogamae sporenplanten                                        | Cormophyta Embryophyta Plantae (s.s.)                            | Archegoniatae                                                    | Bryophyta s.l. Astelocormophyta                                  | Hepaticae                                                        |
| Thallophyta, lagere planten Arrhizophyta                         | Cryptogamae sporenplanten                                        | Cormophyta Embryophyta Plantae (s.s.)                            | Archegoniatae                                                    | Bryophyta s.l. Astelocormophyta                                  | Musci                                                            |
| Thallophyta, lagere planten Arrhizophyta                         | Cryptogamae sporenplanten                                        | Cormophyta Embryophyta Plantae (s.s.)                            | Archegoniatae                                                    | Bryophyta s.l. Astelocormophyta                                  | Anthocerotae                                                     |
| Tracheophyta hogere planten Rhizophyta Stelocormophyta           | Cryptogamae sporenplanten                                        | Cormophyta Embryophyta Plantae (s.s.)                            | Archegoniatae                                                    | Vaatcryptogamen Pterophyta, varens                               | Lycophyta                                                        |
| Tracheophyta hogere planten Rhizophyta Stelocormophyta           | Cryptogamae sporenplanten                                        | Cormophyta Embryophyta Plantae (s.s.)                            | Archegoniatae                                                    | Vaatcryptogamen Pterophyta, varens                               | Pteridophyta                                                     |
| Tracheophyta hogere planten Rhizophyta Stelocormophyta           | Phanerogamae, fanerogamen                                        | Cormophyta Embryophyta Plantae (s.s.)                            | Spermatofyta Lignophyta                                          | Gymnospermae                                                     | Gymnospermae                                                     |
| Tracheophyta hogere planten Rhizophyta Stelocormophyta           | Phanerogamae, fanerogamen                                        | Cormophyta Embryophyta Plantae (s.s.)                            | Spermatofyta Lignophyta                                          | Angiospermae Anthophyta                                          | Monocotyledonae                                                  |
| Tracheophyta hogere planten Rhizophyta Stelocormophyta           | Phanerogamae, fanerogamen                                        | Cormophyta Embryophyta Plantae (s.s.)                            | Spermatofyta Lignophyta                                          | Angiospermae Anthophyta                                          | Dicotyledonae                                                    |

Tot de Lignophyta behoren, naast enkele uitgestorven groepen 'progymnospermofyten', vooral de zaadplanten met de naakt- en de bedektzadigen of gymnospermen en angiospermen. De groepen vormen het belangrijkste onderdeel van het plantendek van de Aarde.
| - Embryophyta (landplanten) - Stam Marchantiophyta (Stotler & Crandall-Stotler 1977) (→ mossen s.l., bryofyten) - - Stam Bryophyta (Schimper 1836) (→ mossen s.l., bryofyten) - - Stam Anthocerotophyta (Stotler & Crandall-Stotler 1977) (→ mossen s.l., bryofyten) - Tracheophyta, vaatplanten - † Rhyniophyta (Banks 1975) - - - † Stam Zosterophyllophyta (Banks 1975) - Stam Lycopodophyta (Cronquist & al. 1966) - - † Stam Trimerophytophyta (Banks 1975) - Euphyllophyta (Kenrick & Crane 1997) - † Klasse Cladoxylidopsida - - † Klasse Coenopteridopsida - - Stam Pteridophyta (Schimper 1879), varens - Lignophyta - † Orde Aneurophytales - - - † Orde Protopityales - † Orde Archaeopteridales - Spermatophyta, zaadplanten - † Klasse Lyginopteridopsida - - † Klasse Medullosopsida - - † Klasse Callistophytopsida - - Klasse Cycadopsida - - † Klasse Peltaspermopsida - - - Stam Ginkgophyta - - Stam Gnetophyta - Stam Coniferophyta - - - † Klasse Caytoniopsida - † Stam Cycadeoidophyta - Stam Angiospermophyta (Berry 1915), bedektzadigen - basale 'angiosperms' - - 'magnoliids', magnoliiden (Magnoliopsida) - - Monocotyledoneae ('monocots') - Dicotyledoneae ('eudicots') |
| een polyfyletische groep → wordt ook gerekend tot polyfyletisch groep |